# موریس شوالیه

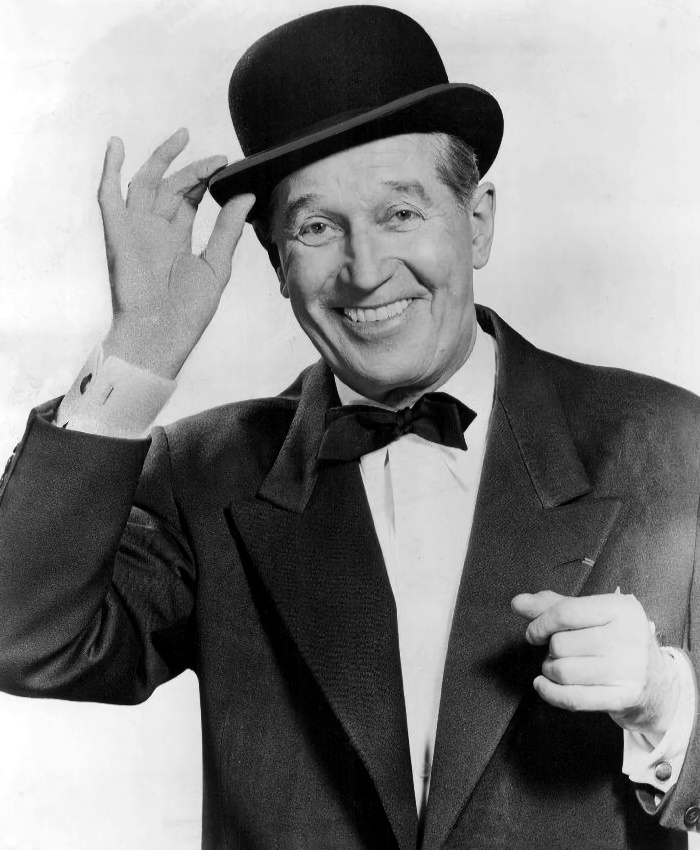
موریس شوالیه در سال ۱۹۵۹

موریس اگوست شوالیه (فرانسوی: Maurice Auguste Chevalier‎؛ زاده ۱۲ سپتامبر ۱۸۸۸ – درگذشته ۱ ژانویه ۱۹۷۲) هنرپیشه و خواننده کاباره اهل فرانسه بود.
وی برنده جوایزی همچون لژیون دونور شده‌است.

## برگزیده فیلم‌شناسی
- Innocents of Paris (1929)
- جلوه عشق (۱۹۲۹)
- Paramount on Parade (1930)
- آبگیر بزرگ (۱۹۳۰)
- Playboy of Paris (1930)
- The Little Cafe (1931)
- لبخند ستوان (۱۹۳۱)
- یک ساعت با تو (۱۹۳۲)
- امشب عاشقم باش (۱۹۳۲)
- مرا ستاره کن (۱۹۳۲)
- A Bedtime Story (1933)
- The Way to Love (1933)
- The Merry Widow (1934)
- Folies Bergère de Paris (1935)
- The Beloved Vagabond (1936)
- The Man of the Hour (1937)
- With a Smile (۱۹۳۹)
- Man About Town (1939)
- Break the News (۱۹۴۱)
- Personal Column (۱۹۴۱)
- A Royal Affair (1950)
- Just Me (1950)
- 100 Years of Love (۱۹۵۴)
- My Seven Little Sins (1954)
- عشق در بعدازظهر (۱۹۵۷)
- ژی‌ژی (۱۹۵۸)
- Count Your Blessings (1959)
- کن کن (۱۹۶۰)
- Black Tights (1961)
- Pepe (۱۹۶۲)
- فانی (۱۹۶۱)
- جسیکا (۱۹۶۲)
- In Search of the Castaways (۱۹۶۲)
- نوع جدید عشق (۱۹۶۳)
- Panic Button (1964)
- I'd Rather Be Rich (1964)
- Monkeys, Go Home! (۱۹۶۸)